# ジルド・ヴィランクロス
ジルド・ロウレンソ・ヴィランクロス（Gildo Lourenço Vilanculos 、1995年1月31日 - ）は、モザンビーク・ベイラ出身のプロサッカー選手。マリティモB所属。ポジションは、ミッドフィールダー（ウイング）。

## 来歴
モザンビークのフェロヴィアリオでプロキャリアをスタート。
2017年1月10日、マリティモと4年半契約を結んだ。